# Goddard (Kansas)
Goddard es una ciudad ubicada en el de condado de Sedgwick en el estado estadounidense de Kansas. En el año 2010 tenía una población de 4344 habitantes y una densidad poblacional de 689,52 personas por km².

## Geografía
Goddard se encuentra ubicada en las coordenadas 37°39′35″N 97°34′27″O / 37.65972, -97.57417 (37.659706, -97.574271).

## Demografía
Según la Oficina del Censo en 2000 los ingresos medios por hogar en la localidad eran de $50,352 y los ingresos medios por familia eran $53,690. Los hombres tenían unos ingresos medios de $39,881 frente a los $23,807 para las mujeres. La renta per cápita para la localidad era de $18,957. Alrededor del 3.6% de la población estaban por debajo del umbral de pobreza.